# Comediant
Un comediant o còmic és un actor o actriu que representa comèdies procurant entretenir al públic fent riure a les persones que el componen. Ho aconsegueix per mitjà de bromes, situacions divertides o interpretant.
Els primers còmics es remunten a l'any 425 aC, quan Aristòfanes, autor de comèdies i dramaturg, va escriure obres còmiques antigues. Va escriure 40 comèdies, 11 de les quals sobreviuen i encara es representen. L'estil de comèdia d'Aristòfanes va prendre la forma de les obres de sàtir.
En l'actualitat els còmics poden actuar en:
- Monòleg còmic (en anglès, stand-up comedy) on l'humorista dempeus i sol a l'escenari explica a l'audiència acudits i històries d'humor.[3] Monologuistes famosos de parla catalana són Andreu Buenafuente, Charlie Pee[4] o Quim Masferrer.
- Cinema de comèdia
- Teatre de comèdia on els actors representen una obra còmica al teatre.